# Sokił Złoczów
Sokił Złoczów (ukr. Футбольний клуб «Сокіл» Золочів, Futbolnyj Kłub "Sokił" Zołocziw) – ukraiński klub piłkarski z siedzibą w Złoczowie.

## Historia
Chronologia nazw:
- 1946: Bilszowyk Złoczów (ukr. ФК «Більшовик» Золочів)
- 1951: Iskra Złoczów (ukr. «Іскра» Золочів)
- 1955: Burewisnyk Złoczów (ukr. «Буревісник» Золочів)
- 1976: Sokił Złoczów (ukr. «Сокіл» Золочів)

Klub piłkarski FK Bilszowyk został założony w Złoczowie w 1946 roku po zakończeniu II wojny światowej. Zespół występował w amatorskich rozgrywkach mistrzostw obwodu lwowskiego. W 1951 klub zmienił nazwę na Iskra, a w 1952 został mistrzem obwodu. W 1955 roku klub przyjął nazwę Burewisnyk, a w 1955 i 1956 zdobył kolejne 2 mistrzostwa obwodu. 
Od 1976 klub występował z nazwą Sokił w rozgrywkach mistrzostw i Pucharu obwodu. 
W 2000 klub zgłosił się do rozgrywek w Drugiej Lidze. W pierwszym że sezonie 2000/01 zajął drugie miejsce w swojej grupie. W następnym sezonie 2001/02 ponownie został wicemistrzem w swojej grupie i awansował do Pierwszej Lihi. W sezonie 2002/03 klub po 23 kolejce z przyczyn finansowych zrezygnował z dalszych występów w lidze profesjonalnej i dalej występuje w rozgrywkach amatorskich obwodu lwowskiego.
Klub również występuje w rozgrywkach Mistrzostw Stowarzyszenia Ukraińskiego Futbolu Amatorskiego.

## Sukcesy
- 18. miejsce w Pierwszej Lidze: (1x)

2002/2003
- Wicemistrz Drugiej Lihi: (2x)

2000/2001, 2001/2002